# Старостин, Николай Петрович
Никола́й Петро́вич Ста́ростин (13 [26] февраля 1902, Москва — 17 февраля 1996, Москва) — советский футболист и хоккеист, один из первых руководителей спортивного общества «Спартак».
Заслуженный мастер спорта СССР (1934), Герой Социалистического Труда (1990). Чемпион РСФСР 1928, 1932, 1934 годов. В сборной Москвы: 1922—1935, РСФСР: 1928—1930. Капитан сборной Москвы: 1928—1933. За сборную СССР сыграл в 6 неофициальных матчах, забил 1 гол. Играл нападающим в хоккей с мячом (до 1938).
Ответственный секретарь (1935, 1936) и председатель правления МГС «Спартак» (1937—1942), старший тренер «Динамо» (Комсомольск-на-Амуре, 1945, 1946), «Динамо» (Алма-Ата, 1952, 1953). Начальник команды «Спартак» (1936, 1955—1964, 1967—1975, 1977—1995). Почётный президент Международного физкультурно-спортивного общества «Спартак» (1991—1996), которое в настоящее время носит его имя.

## Происхождение и ранние годы
Николай Старостин родился 13(26) февраля в Москве в доходном доме купца Грибова в Большом Харитоньевском переулке (дом № 10), а крещён был 14(27) февраля в храме Харитона Исповедника, что в Огородниках (располагался на месте нынешнего дома № 13 в Большом Харитоньевском пер.).
О своём происхождении Николай Петрович писал: «Мы были не господские, но и не крестьянские дети. Про нас так и говорили — егерские.»
О семье рассказывал: «Дед, Иван Петрович Старостин, уроженец Псковской губернии, бородатый старообрядец, могучего, судя по фотографиям, сложения, умер ещё до моего рождения. На его родине я никогда не был. Мой второй дед — по линии матери, Степан Васильевич Сахаров — ямщик, возивший на почтовых тройках пассажиров из Переславля-Залесского в Ростов Ярославский… Высокий и толстый, он с гордостью восседал на тарантасе, когда вёз нас по воскресеньям в церковь, которая находилась в трёх верстах от Погоста… Мать — Александра Степановна… Ни в какие дрязги, мелочи она, как правило, не вмешивалась, будучи по-настоящему мудрой женщиной. На родину матери — в деревню Погост, что в бывшей Владимирской губернии, под Загорском, вся семья выезжала из Москвы каждое лето.»
Детство и юность Старостина прошли в московском районе Пресня, в семье егеря Императорского охотничьего общества, где у них был общий дом с семьей брата отца (адрес: ул. Пресненский Вал, 46; на месте нынешней пристройки к жилому дому с нумерацией № 44), построенный на ссуду Московского общества охоты.. О своём происхождении Николай Петрович писал: «Мы были не господские, но и не крестьянские дети. Про нас так и говорили — егерские.»
В 1909 Николай поступил во 2-е Грузинское начальное училище, названное в честь бывшей Грузинской слободе. В 1913 году Николай поступил в Московское училище иностранных торговых корреспондентов Мансфельд (Коммерческое училище братьев Мансфельд), которое располагалось у Никитских Ворот. Учась в коммерческом училище, Николай попробовал впервые играть в футбол.
В 1917 году Старостин приветствовал революцию, хотя и не принимал особого участия в ней.
В 1918 году Николай, окончив училище с отличием, поступил на работу бухгалтером в Центральные ремонтные мастерские Мосземотдела на Ходынке. Они помещались рядом с Солдатёнковской больницей, в зданиях бывшей московской водокачки. Работало там около 300рабочих и специалистов, занятых ремонтом тракторов, жаток, сеялок, сохранившихся после гражданской войны. Там же проводились испытания однолемешного плуга, снабженного мотоциклетным мотором. Изобретателем этого плужка (так именовали его рабочие) был инженер Ильин — прежний владелец заводика «Амо», который в 1914—1918 годах изготовлял грузовики. Этот предприимчивый человек привозил и показывал плужок наркому земледелия Семёну Середе. А спустя неделю после этого в мастерские приехал Владимир Ильич Ленин. Начальства по какой-то причине на месте не оказалось, и Николаю выпало встретить в конторе вождя революции, который после посещения попрощался с Николаем и пожал ему руку, сказав : «До свидания, товарищ Старостин».
15 февраля 1920 года в Погосте от сыпного тифа скончался Пётр Иванович Старостин, отец братьев. После смерти отца Старостин, как самый старший мужской член семьи, поддерживал финансовое состояние своей семьи, играя летом в футбол, а зимой — в хоккей с мячом. В 1920—1921 годах Николай серьезно занимался боксом у тренера Жукова и даже выиграл в полутяжелом весе первенство Москвы среди новичков.
В том же 1920 году Николай был призван на службу адъютантом 9-й Московской военно-инженерной дружины, которая располагалась на Таганке. В 1922 году, отслужив адъютантом, Николай устроился работать заведующим финансовым отделом Московской конторы Нижгубселькредсоюза на Мясницкой.
В 1923 году Николай женился на Антонине Назаровой, которая жила по соседству, в районе Красной Пресни. Ее отец варил квас и содержал квасную. Молодые решили жить отдельно и переехали поначалу из семейного дома на съемную квартиру. В 1924 году Николай принят на работу заведующим секцией спорттоваров Москоопкульта МСПО на Балчуге. 31 марта 1926 года Николай стал отцом: появилась на свет дочь Евгения. В то время они жили на Красносельской. Вторая дочь, Елена («Ляля»), у них родилась спустя 7 лет — 10 января 1933 года. Семья Николая в тот период уже жила на Спиридоновке.

## Жизнь в футболе

### До «Спартака»
Никто из братьев Старостиных не мог сказать точно, в какой момент в их жизнь вошел футбол. С 1907 года городская сборная принимала соперников из Санкт-Петербурга, с 1909 уже проходили чемпионаты Москвы по футболу, но тогда это вряд ли еще могло увлечь мальчишек. Возможно, отсчет стоит вести от Олимпиады 1912 года, на которой сборная страны потерпела столь оглушительное поражение (0:16 от сборной Германии), что даже не интересовавшийся футболом дядя Митя отозвался на кухне репликой: «Осрамили Россию, голоштанники!» Но, скорее всего, увлечение началось не раньше 1913 года, с поступлением Николая в коммерческое училище братьев Мансфельд, где игра в мяч уже была популярна. Сам он склонен был говорить даже о 1914 годе.
Приобщение же Николая Петровича к организованному футболу состоялось в 1916—1917 годах с посещения игр первенства города среди учебных заведений, в котором безуспешно участвовала команда коммерческого училища братьев Мансфельд, где учился Старостин. В 1917 году Николай Старостин был зачислен в третью команду по футболу РГО «Сокол». Впервые на настоящее поле Николай вышел весной 1918 года в составе второй команды этого общества в качестве правого инсайда. Поле называлось Горючка, представляло собой известный на всю округу пустырь в Большом Тишинском переулке (примерно на месте современных домов 38с1 и 40к2), где играла команда РГО в 1917—1918 годах.
Своего поля у РГО до 1917 года не было. Николай с братом Алексанром, знавшие всю округу, и указали ответственному секретарю общества Николаю Тимофеевичу МихеевМихееву на Горючку. Пустырь этот тогда пользовался дурной славой: там собиралась местная шпана, картежники, и если на пустыре вдруг возникала какая-то постройка, она непременно сгорала (откуда и пошло название «Горючка»). Но футбол есть футбол и желание играть на «своем» поле взяло верх — пустырь в Большом Тишинском переулке был арендован. Правление общества отпустило небольшие финансовые средства на постройку раздевалки и ворот. Площадка официально стала назваться «поле РГО».
После суровой зимы 1918/1919 годов данный стадион был буквально разобран на дрова: были разобраны деревянный забор и деревянный павильон, служивший раздевалкой для футболистов. Весной 1919 года РГО Сокол стал арендовать футбольное поле у ОФВ («Девичье поле»), которое находилась в Хамовниках. И арендовал до осени 1921 года. А весной 1922 года РГО Сокол опять вернулся в Пресненский район, построив футбольный стадион у Пресненской заставы. Располагался он на том месте, где сейчас стоит здание издательства «Московская правда».
Весной 1922 года футбольная команда РГО Сокол была переименована в «М.К.С.» (Московский Клуб Спорта), в 1923 году — в «Красную Пресню». Команда построив свой собственный стадион, зарабатывала на существование продажей билетов на матчи и платным проведением выездных матчей по России. В клубе каждому выдавали по одной футболке на год и ее берегли как святыню. Остальное снаряжение приходилось покупать самим. Иван Тимофеевич Артемьев, инициатор основания МКС, по своей специальности был сапожник и снабжал всех футболистов бутсами за половину существовавшей тогда цены — как он шутил, по себестоимости. Если команде предстояла поездка, чаще всего в Ленинград, Артемьев спрашивал: «На билеты наскребете?» И тут же предлагал сложиться в пользу тех, кто не мог «наскрести».
Вследствие реорганизации футбола СССР в 1926 году, Старостину приходится привлекать к спонсорству команды союз пищевых производителей. С самого начала «Пресню» опекал председатель Краснопресненского исполкома Николай Тихонович Пашинцев. Команда всецело зависела от него и во всем ему доверяли. И поэтому, когда в 1926 году Пашинцев был назначен вначале председателем Всесоюзного табачного синдиката, а затем стал председателем ЦК профсоюза пищевиков, вся команда отправилась следом за ним. Так «Красная Пресня» превратилась в «Пищевиков» и команда переехала на стадион «Томский» (позже — стадион Юных пионеров), рассчитанный на 13 тысяч мест (стадион «Красная Пресня» вмещал лишь 3 000 зрителей). Впоследствии команда ещё неоднократно меняла своих спонсоров.
Летом 1922-го форварда МКС включили в состав сборной Москвы. Кандидатуры для участия в товарищеском матче со сборной Петрограда обсуждались на заседании Московской футбольной лиги. Когда заместитель ее руководителя Николай Гюбиев предложил включить Старостина, за Николая проголосовали 6 участников заседания из 11, то есть большинство. Домой, по словам самого Старостина, он вернулся крайне взволнованным, даже Александра Степановна это сразу заметила. Младшие братья и вовсе были поражены таким поворотом в его карьере. Игра состоялась 27 августа и москвичи уступили петроградцам со счетом 3:4, но Старостин забил гол и получил хорошие отзывы в прессе. На следующий день председатель Всероссийской футбольной секции Дюперон написал в отчете о матче, что один Старостин в нападении Москвы сделал больше, чем все ленинградское нападение во главе с Бутусовым. В дальнейшем цвета сборной Москвы он защищал вплоть до 1935 года.
На фоне иных технарей того времени Николай Старостин смотрелся на поле несколько прямолинейно, но отличался дисциплинированностью и самоотверженностью в игре. К дисциплине старший брат относился очень щепетильно и долго не мог забыть случая, когда сам же ее нарушил. Как-то раз жена приболела, и он взял на игру пятилетнюю дочку Женю. Усадил ее на стул рядом с воротами, которые сам же собирался атаковать, рассудив, что и за ребенком сможет наблюдать краем глаза и девочка будет постоянно видеть отца где-то поблизости. Но в какой-то момент малышка выскочила на поле навстречу отцу. Судья остановил игру свистком, сорвав опасную атаку команды Старостина…
Сам Николай Петрович рассказывал о себе так: «За мяч я всегда боролся горячо и, чего скрывать, вратарям покоя не давал. Шел на столкновения с ними, как говорят, „действовал в тело“». Однажды после матча Ленинград — Москва он поспорил на словах со своим старым товарищем, известным вратарем Николаем Соколовым, и пообещал ему, что в следующий раз не будет щадить лежащего голкипера и перепрыгивать через него. Однако остыл и впоследствии не выходил за рамки дозволенного. Да и с ним самим оппоненты порой не церемонились. Андрею Петровичу запомнилась игра в столице Австрии между сборными Вены и Москвы: «Мощного сложения австрийский вратарь вывел из игры бросками в ноги троих наших игроков. У бровки поля лежал с поврежденным голеностопом Николай Старостин…» У болельщиков он имел прозвище Апень (от слова «аппендицит» — потому что во время игры часто держался за правый бок).
Много лет спустя Андрей Старостин в шутку описывал Льву Филатову игру старшего брата: «Николай был ярчайшим представителем стиля „бури и натиска“. Представьте, бежит он по правому флангу с мячом, и на пути его вырастает защитник. Что, вы думаете, предпринимает Николай? Он берет защитника за шиворот, пользуясь своей немалой силой, переносит его на беговую дорожку и бежит дальше к воротам…»
Более серьезно, но в похожих красках отзывался о нем младший брат Пётр: «Это ж сущий дьявол был! Скорость, напор, жажда борьбы невероятные. Удержать его ох как трудно было».
Николай Старостин в течение 14 сезонов входил в состав сборной Москвы, включался в сборную РСФСР, а чемпионом РСФСР был 4 раза: в 1922, 1927, 1928 и 1931 годах. На его счету 6 неофициальных (не вошедших в реестр ФИФА) матчей за сборную СССР, был ее капитаном и забил один гол — в ворота сборной Турции в 1933 году на московском стадионе «Динамо». Константин Есенин писал о той встрече: «По ходу игры турки реализовали два штрафных, данных турецким судьей Кемалем Халим-беем, Николаю Старостину с подачи Петра Дементьева удалось отквитать только один гол».
Зимой поддерживать форму Николаю помогал русский хоккей. На льду он тоже действовал в нападении, становился чемпионом Москвы в 1927 и 1928 годах, чемпионом РСФСР — в 1932 и 1934 годах, чемпионом СССР — в 1933 году. Участвовал в Международной рабочей спартакиаде 1928 года в Норвегии, где сборная СССР не знала себе равных, причем в ее состав входили как раз временно переквалифицировавшиеся футболисты.

### ОбразованиеДСО «Спартак»
В 1923 году «МКС», спустя год после образования, был переименован в «Красную Пресню». В 1926 году команда была переименована в «Пищевики», в 1931-м — в «Промкооперацию», в 1932-м — в «Дукат», в 1934-м — снова в «Промкооперации». Данная ситуация была связана с тем, что спортивные клубы в то время часто реорганизовывались, переподчинялись, по указанию свыше территориальная принадлежность могла смениться на административную. К тому же председатель Краснопресненского исполкома Николай Тихонович Пашинцев, опекавший команду с 1926 года, получал новые назначения по службе, и футболисты следовали за ним.
За некоторые переходы и приглашения спортсменов из других клубов братьям Старостиным доставалось в печати. Так, «Комсомольская правда» в номере за 17 мая 1934 года поместила статью «О вредных приемах отнюдь не спортивной техники», в которой несколько абзацев были посвящены Старостиным:

До текущего года вся физкультурная слава табачной фабрики «Дукат» поддерживалась футбольной командой во главе с братьями Старостиными, никакого отношения не имеющими к табачной промышленности. В этом году померкла слава «Дуката»… Братья Старостины (а их четверо) и все футболисты первой команды «Дукат», взвесив кое-какие выгоды и преимущества, «перешли» в команду «Промкооперация»…

Для ускорения операций использовалась вся доступная техника. Заслуженный мастер спорта Николай Старостин «в интересах дела» загрузил телеграфную линию Москва — Тифлис (где тренировались московские футболисты) такого рода депешами: «Молния. Тифлис. Старостину Андрею. Продолжай вести переговоры Малхасовым, Лапшиным. Без них не возвращайся. Николай».
Однако, данная статья эта критиковала не только кооператоров — подобное происходило и в других спортивных клубах и обществах. А вот газета «Труд» прошлась по старшему из братьев по другому поводу, напечатав материал на тему «Пора вправить мозги Николаю Старостину». В редакции посчитали, что Старостин занялся не своим делом. В своих воспоминаниях Николай Петрович потом пояснил, что это была реакция на его предложение в печати о создании спортивного добровольного общества Промкооперации: «Обвинения сводились к тому, что я — профсоюзник — ношусь с комсомольской затеей».
Эта идея возникла в связи с тем, что главный профсоюзный покровитель команды «Дукат» Пашинцев был снят с работы и в апреле 1934 года команда неожиданно оказалась бесхозной. Примерно тогда же комсомол выдвинул лозунг о создании добровольных спортивных обществ по типу «Динамо», добившегося выдающихся спортивных успехов за первые 10 лет своего существования. Комсомол в то время активно участвовал в организации спортивной жизни страны. И не только участвовал, но и диктовал свою волю Комитету по физической культуре, председателем которого был Иван Харченко, бывший заведующий отделом ЦК комсомола.
В начале 1930-х годов Николай Старостин был высококлассным спортсменом (5 июня 1934 года Николай Старостин одним из первых в стране получил звание «Заслуженный мастер спорта СССР») и капитаном сборной СССР по футболу. Как капитан сборной страны Николай Петрович был знаком с первым секретарем ЦК ВЛКСМ Александром Косаревым, который к тому времени имел достаточное влияние на спортивную отрасль и при этом активно желал развивать её, и председателем Всекопромсовета Иваном Епифановичем Павловым. Оба они были страстные охотники и Николай Петрович, выросший в семье егерей, иногда ходил с ними на охоту. Как раз на охоте у них и возникла идея спортивного добровольного общества Промкооперации. Случилось это примерно осенью 1933 года. С Косаревым Николай и Андрей даже как-то попарились вместе в Сандуновских банях, обсуждая планы в неформальной обстановке. Вскоре Николай Петрович выступил в печати с такой инициативой, в ответ на которую газета «Труд» и опубликовала вышеприведенную статью.
22 сентября 1934 года было объявлено о создании добровольного спортивного общества «Спартак» по типу существовавшего «Динамо», которое смогло бы объединить всех физкультурников, работающих на предприятиях Промысловой Кооперации. Вот как описывал этот период сам Николай Петрович:

Тогда в стране было одно Всесоюзное спортивное общество — «Динамо», созданное в 1923 году и добившееся крупных успехов. В системе профсоюзов организация физической культуры строилась по производственному принципу. Спортсмен, как правило, обязан был выступать за команду того предприятия, на котором он трудился. Мы же, все четыре брата Старостины (и еще мужья двух наших сестер), играли за команду «Пищевики», а работали в разных ведомствах. Пригласили меня однажды в бюро физкультуры городского совета профсоюзов и сказали, что я должен играть за команду МСПО. Я, конечно, ответил отказом — разбивалась «семейная сборная»! Возник конфликт. А вскоре в беседе с генеральным секретарем ЦК ВЛКСМ Александром Косаревым речь зашла как раз об организации добровольного спортивного общества по образцу «Динамо». Выбор пал на промысловую кооперацию. Сеть ее в то время состояла из тысяч мелких артелей, изготовлявших многие виды товаров. Нужно было объединить молодежь, занятую в промкооперации, во всесоюзную спортивную организацию, открыть доступ в нее всем желающим физкультурникам. В организацию нового спортивного общества Косарев убедил включиться и меня. Начало было положено осенью 1934 года организацией Московского городского совета «Спартака», ответственным секретарем которого я и стал. Немаловажное значение имело, конечно, то обстоятельство, что «Спартак» создавался самими спортсменами, которые не только руководили им, но и активно сами выступали в соревнованиях. Я, например, продолжал играть в футбол и хоккей, участвовал в легкоатлетической эстафете по Садовому кольцу.
…Рассказывают, когда обсуждалось название, руководители долго не могли прийти к единому мнению. И тут взгляд Старостина случайно упал на лежавшую на столе книгу итальянца Рафаэлло Джованьоли — «Спартак», весьма популярную на заре Советской власти. Предложение назвать спортивное общество в честь предводителя восстания устроило всех, ибо, с одной стороны, отдавало античной героикой, а с другой — было вполне идеологически выдержанным. Вскоре Старостин сам набросал и логотип — красно-белый ромбик с перечеркнутой буквой С. Правда, белая полоска внутри красного ромба шла тогда по другой диагонали, нежели сейчас. Более привычный нам вид эмблема обрела в 1949 году.
В 1998 году, когда футбольная команда вышла из состава общества «Спартак», в эмблему был добавлен футбольный мяч.
После основания Премьер-лиги, каждый клуб, победивший в 5 чемпионатах, имеет право над своей эмблемой разместить золотую звезду…
В ноябре 1934 года, черпая средства из бухгалтерии команды «Промкооперация», Косарев взял на работу Николая и его братьев для того, чтобы усилить свою команду. Ему же принадлежит идея назвать новое спортивное общество «Спартаком». Секретарь ЦК ВЛКСМ настаивал на том, чтобы название у организации получилось звучное, запоминающееся. В итоге было выбрано слово «Спартак», в принципе не новое для страны. И 14 ноября 1934 года появилось сообщение о переименовании «Промкооперации» в «Спартак». Вся футбольная структура, в рамках которой играла и команда мастеров, получила название Центральная футбольная школа «Спартак». Ее начальником был назначен Николай Старостин.
Надо сказать, что еще в 20-е годы команды под таким названием существовали в Ленинграде и Владикавказе. В Москве был завод «Спартак» (бывшая автомобильно-экипажная фабрика П. П. Ильина), выпускавший автомобили. В городе на Неве выходил одноименный журнал, позднее перепрофилированный в газету. По словам Маслаченко: "Старостин сказал: «Мы назвали его так в честь оппозиционного молодежного движения Эрнста Тельмана в Германии, которое тоже называлось „Спартак“. В это закладывалась скрытая контрдинамовская идея, но этого никто не должен был понимать, иначе название бы ни при каких обстоятельствах не прошло. Отсюда и романтическая выдумка про Джованьоли». Сам Николай Петрович писал на этот следующее:

Потом появилось много версий, некоторые из которых успели стать легендами, о том, как и почему новорожденному дали имя «Спартак». В Промкооперацию входило более десятка союзов различных отраслей: швейный, кожевенный, текстильный, пищевой… Нужно было найти одно, всех объединяющее, название. Но что правда, то правда: искали его в муках. Мы с братьями и друзьями подолгу сидели вечерами у меня дома и ломали себе голову.

В памяти сохранилась поездка сборной Советского Союза в Германию в 1927 году, где нас принимали рабочие-спортсмены, объединенные в клуб «Спартак». У них был значок — поднятая рука с твердо сжатым кулаком. Я часто вспоминал впечатляющее зрелище: сотни встречающих и провожающих людей со вскинутыми в едином порыве руками. «Спартак» — в этом коротком и звучном слове слышалась мелодия порыва, таилась готовность к бунту, чувствовался неукротимый дух. Оно показалось мне очень подходящим. Конечно, я знал, кто такой Спартак. Но, признаюсь, прочитал знаменитую книгу Джованьоли уже после того, как все было решено.
28 января 1935 года президиум Всесоюзного Совета Промкооперации утвердил устава нового общества. 1 февраля 1935 года был создано уже Всесоюзного ДСО Промкооперации «Спартак». Тогда же участвующая в хоккейном чемпионате Москвы «Промкооперация» также сменила название на «Спартак» (впервые это название газета «Красный спорт», в отношении хоккеистов, использовала 6 февраля при публикации состава сборной Москвы). А 19 апреля 1935 года комитет Всесоюзного совета физической культуры (ВСФК) утвердил (постановление № 45) устав и положение нового общества «Спартак». Николай Петрович занял пост ответственного секретаря Московского городского совета «Спартака».
Финансовые возможности Промкооперации позволяли не жалеть на «Спартак» никаких денег: новые хозяева выделили колоссальную по тем временам сумму в 260 тысяч рублей за базу в Планерном, перекупив ее у Осоавиахима. У китайского клуба было приобретено здание католической церкви, где после реконструкции устроили залы для бокса, борьбы, бильярда. Но наиболее ценным приобретением стал участок земли в подмосковной Тарасовке по Ярославскому направлению, где была обустроена загородная спортивная база «Спартак». В течение сезона в Тарасовке был выстроен стадион с трибунами на 3 тысячи мест и деревянным павильоном, где могли жить футболисты. Футбольное поле, которое было открыто 18 июля товарищеским матчем со «Спартаком» из Павловского Посада, имело репутацию одного из лучших в Советском Союзе на протяжении более чем 50 лет. Но собственным стадионом новое общество так и не обзавелись и в первенстве Москвы принимали соперников то на «Трехгорке», то на стадионе союза шоферов в Лефортове.
Так как Промысловая кооперация не относилась к ведомствам, как «Динамо» (НКВД), ЦСКА (РККА), а также не относилась к профсоюзам, как «Зенит» (Профсоюз оборонной промышленности), «Локомотив» (Профсоюз железнодорожников), «Торпедо» (Профсоюз автозаводцев). «Спартак» стали поддерживать обычные люди, так «Спартак» стали называть «народной командой».
Футбольная команда «Спартак» провела свою первую игру 12 апреля 1935 года. Сам матч был победным для «Спартака» — со счётом 7:1 была обыграна «Трёхгорка».

### Новая форма организации соревнований иматч с басками

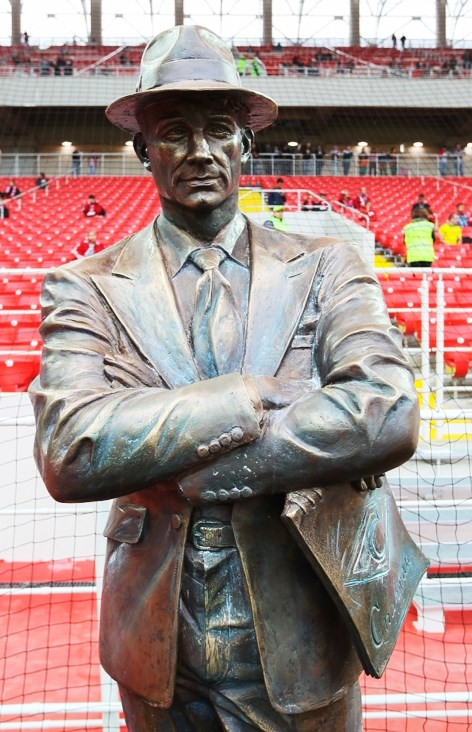
Бронзовая фигура Николая Старостина на домашнем стадионе «Спартака»

В первом, весеннем 1936 года, розыгрыше первенства «Спартак» занял третье место и победил в осеннем чемпионате.
В 1938 и 1939 году «Спартак» выигрывал и чемпионат, и Кубок СССР, сразу обеспокоив[уточнить] Лаврентия Берию, являвшегося главой общества «Динамо». Старостин позднее утверждал, что Берия в прошлом сам был футболистом, а Старостин в 1920-х годах играл против Берии во время поездки «Красной Пресни» в Грузию и полностью переиграл его, но достоверность этого рассказа вызывает сомнения. С тех пор соперничество «Спартака» с «Динамо» стало одним из самых непримиримых в советском (а позднее и в российском) футболе.

### Первые доносы и попытки ареста
В конце 1930-х годов многие из друзей и окружения Старостина, включая Косарева (22 ноября 1938-го куратор ДСО «Спартак» был снят с должности генерального секретаря, 28 ноября арестован при личном участии Берии, а 23 февраля 1939-го расстрелян), были арестованы в ходе сталинских репрессий.
Согласно спортивному журналисту Акселю Вартаняну, один из руководителей московского «Локомотива» после увольнения из клуба в мае 1936 года обратился к Старостину с просьбой о трудоустройстве в «Спартак», которая была принята. Позже этот человек на допросах в НКВД оговорил Старостина, приписав ему руководство террористической организацией, якобы готовившей свержение ВКП(б) по заданиям абвера: в состав этой организации якобы входили начальник школы «Спартака» Иван Филиппов, тренер клуба Пётр Исаков и игрок Станислав Леута. Дававший показания вскоре был признан виновным в контрреволюционной деятельности и приговорён к расстрелу, однако Старостин и Леута оставались после этого на свободе ещё три года, а против Исакова и Филиппова дело не заводилось. Старостин предполагал, что его дочь, дружившая с дочерью Вячеслава Молотова, могла каким-то образом повлиять на Молотова, чтобы тот не давал этому делу дальнейший ход.
Также со стороны НКВД были серьёзные попытки контролировать спортивные события. Особо острый конфликт возник из-за полуфинала кубка СССР 1939 года против тбилисского «Динамо», который был переигран после того, как «Спартак» выиграл матч, забив спорный гол. «Спартак» выиграл эту переигровку, которая прошла через 18 дней после финала Кубка СССР, выигранного «Спартаком» у ленинградского «Сталинца», став тем самым единственным случаем в истории футбола, когда после финала вновь игрался полуфинал.
Матч состоялся состоялся 30 сентября и закончился со счетом 3:2. После третьего забитого мяча Берия, по словам Николая Петровича, встал со стула, со злостью швырнул его, вышел из ложи и уехал со стадиона. А 27 октября, забив три безответных мяча тбилисцам уже в чемпионате страны, «Спартак» практически гарантировал себе 1-е место. Тбилисское «Динамо» в итоге заняло 2-е место. Судьба Старостиных была предрешена. Николай Старостин, по его собственным словам, в 1939 году ждал ареста каждый день. Николай в своих мемуарах писал, что ордер на его арест уже поступил на подпись Вячеславу Молотову, но тот не дал санкцию. Тогда опала проявилась разве что в том, что в 1940 году, когда «Спартак», усиленный другими футболистами, отправился в августе в Болгарию на товарищеские матчи, Николая сделали невыездным: руководителем делегации был назначен Председатель Всесоюзного комитета по физкультуре и спорту В. В. Снегов.

### В годы войны
После начала войны перед спортивными обществами были поставлены задачи военного времени. На базе в Тарасовке, по согласованию с Мосгорвоенкоматом, были сразу организованы группы подготовки призывников, где молодежь обучали штыковому бою, метанию гранат, плаванию, лыжному спорту, борьбе, боксу. Началась и подготовка снайперов. Рядом с Тарасовкой, в Подлипках, находилось несколько заводов, выпускавших продукцию военного профиля. Николаю удалось добиться согласия городских властей, чтобы команду «Спартак» почти в полном составе зачислили на завод. Предприятия, на которых работали братья, были перепрофилированы на производство продукции для военных нужд. К примеру, фабрика «Спорт и туризм» стала изготавливать противогазы, вещевые мешки, и Андрею как ее директору пришлось перейти на казарменное положение. Пётр просился добровольцем на фронт — отказали, в отличие от зятя, Петра Попова, мужа младшей сестры Веры Петровны. При приближении немцев к Москве Николаю Старостину, как человеку, числящемуся по своей должности в ранге «ответственного» работника, выдали пистолет «вальтер». Началась эвакуация заводов и учреждений. По решению Государственного комитета обороны в далекий Ташкент отправили группу столичных спортсменов и их семей. Старостины остались в Москве — в силу занимаемых должностей могли подлежать эвакуации только вследствие отступления армии, на этот счет существовали соответствующие инструкции и даже был подготовлен транспорт.
Так дни проходили в череде нескончаемых забот, Николаю Старостину приходилось постоянно что-то «утрясать» и согласовывать, колесить по городу, безуспешно пытаясь оказаться сразу в нескольких местах. А ночью, как и многие, Николай Петрович дежурил на крышах, наловчившись под руководством дворника Пахомыча тушить вражеские «зажигалки». Закончилась страшная зима 1941/42 года. И хотя никто тогда, не мог знать, сколько продлится война, Старостиным казалось, что худшие времена позади.
Но как раз к концу зимы с Николая, Александра и Андрея негласно сняли звания заслуженных мастеров спорта. И это было еще не всё. По утрам на работу Николая отвозила служебная машина, и как-то раз его водитель обратил внимание на практически неприкрытую слежку. Автомобиль с двумя мужчинами в одинаковых шляпах сопровождал их автомобиль и припарковался неподалеку от конторы. Старостин отреагировал дерзко: подошел к преследователям и предложил им передать начальству, что для встречи с ним необязательно кататься по всему городу. Инцидент больше не повторялся, но обеспокоенный Николай попробовал на всякий случай обсудить ситуацию со вторым секретарем горкома партии Владимиром Павлюковым. Однако, как оказалось позже, это был не тот уровень, на котором решалась проблема… Очевидно, его заступничество только подлило масла в огонь. Примерно через год на допросе начальник Следственной части НКВД СССР полковник Эсаулов (Николая в своих воспоминаниях называл его «Есаулов») как бы невзначай обронил: «Знаете, Старостин, почему ваше дело ведет Центр, а не Москва? Там бы ему хода не дали. Больно уж у вас заступников много».

### Арест и дело о контрреволюционной деятельности
19 марта 1942 года Берия сообщил Сталину о «профашистских настроениях и вражеской работе» братьев Старостиных, их причастности к шпионажу, к незаконному освобождению военнообязанных от призыва и экономическим преступлениям и получил распоряжение арестовать их «за спекуляцию валютой и разворовывание имущества промкооперации».
4 апреля того же года Берия сделал запись в своем дневнике:

Дошли руки арестовать Старостиных. Мячик гоняли здорово, люди оказались дерьмо. Строили из себя интеллигентиков. Вроде им дали всё, что могли дать. Сколько чемпионов в тылу у немцев воюет, как спортсмены под Москвой воевали, а эти мало того, что шкурники и спекулянты, так еще и предатели. Шлепнуть бы, но зачем. Коба сказал, уберите это дерьмо подальше от Москвы, а так пусть воняет. Интеллигенты без дерьма не могут.
Последний финансовый документ, подписанный Николаем Старостиным в должности руководителя МГС «Спартак», датирован 19 марта 1942 года. 20 марта 1942 года Николаю удалось вернуться с работы раньше обычного. Ночью Николай Петрович был арестован. Той же ночью в 4 часа утра были арестованы Андрей и Пётр. Чуть позже взяли мужей сестер — Петра Попова и Павла Тикстона (28 марта), близких друзей-спартаковцев — бухгалтера планового отдела ДСО «Спартак» Евгения Архангельского и Станислава Леуту (21 августа), а также других функционеров ДСО «Спартак» — заместителя председателя общества Анатолия Денисова (18 сентября), начальника снабжения Исаака Ратнера (28 октября) и Александра Сысоева.
Александр в записке Берии на имя Сталина не фигурировал вообще. Вследствие чего, следственные действия в отношении второго из братьев велись не так активно и, видимо, на подготовку его задержания и прочие формальности ушло какое-то время. Александр Старостин, опасаясь ареста, в апреле ушёл добровольцем армию, где в чине майора был отправлен в Горький на высшие курсы «Выстрел» для подготовки командиров пехотных рот. Но 28 октября 1942 года старший следователь особого отдела НКВД Московского военного округа лейтенант Шиловский составил текст постановления об избрании меры пресечения в виде содержания под стражей. Как следовало из постановления, лейтенант Шиловский, рассмотрев поступившие в особый отдел НКВД МВО материалы, пришел к выводу о том, что Старостин, находясь на свободе, может уклониться от следствия и суда. Разумеется, это не было самостоятельной инициативой данного офицера: он исполнял конкретный приказ сверху. 29 октября Александру Старостину был предъявлен ордер на арест. А 6 ноября он уже допрашивался в Лефортовской тюрьме Москвы. Остальные Старостины были «в обработке» уже полгода, а тут надо было начинать с нуля. Наконец, и следователь не рвался в передовики пыточного производства и опирался в основном на показания «подельников». Сперва арестованному, как и другим спартаковцам, инкриминировалась политика: они якобы решили, как только немцы войдут в Москву, создать новую команду под названием «Россия». Затем было предъявлено обвинение в расхищении социалистической собственности за пропавшие четыре ж/д вагона, отправленные из Москвы на Урал и не прибывшие к месту назначения в город Чусовой. В общем, пробовались те же ходы, что и с остальными братьями. С этого момента все участники «дела Старостиных» оказались в сборе.
По рассказам Старостина, первоначально братьям инкриминировался террор, затем — хищение. Однако, окончательный приговор был вынесен по ст. 58-10 (антисоветская агитация) и 58-11 (организация) с оправданием по обвинению в измене Родине.
Согласно обвинительному заключению,

На протяжении ряда лет подсудимые Старостины, а также Денисов, Ратнер и Сысоев, используя своё должностное положение… систематически занимались расхищением спортивных товаров из предприятий системы промкооперации. Похищенные товары в большинстве случаев сбывались через магазин общества «Спартак»… деньги, вырученные от продажи, делили в разных долях между соучастниками хищений

Обвиняемым инкриминировалось также «бронирование от армии лиц, подлежащих призыву»

руководствуясь корыстными соображениями, Старостин Николай во время Отечественной войны вошёл в преступную связь с военным комиссаром Бауманского района Москвы Кутаржевским (осуждён) и за взятки, даваемые последнему в виде спиртных напитков и продуктов питания, добивался получения от райвоенкомата отсрочки от мобилизации не только в отношении работников спортивного общества «Спартак», но и лиц, не имевших никакого отношения к этому обществу

Помощь Старостина в освобождении спортсменов от призыва была подтверждена и в интервью Анатолия Сеглина.
Старостин первоначально обвинялся по шести статьям: 58-1 п. «б» (покушение на измену Родине), 58-10 ч.2 (антисоветская агитация и пропаганда), 58-11 (антисоветская организация), 117 ч. 2 (получение взятки), 118 (дача взятки и посредничество во взяточничестве) Уголовного кодекса РСФСР и статье 3 закона от 7 августа 1932 года (хищения). Однако суд исключил из обвинения статьи 58-1 п. «б» и 118.

### В исправительно-трудовом лагере
18-20 октября 1943 года Военная коллегия Верховного суда СССР вынесла братьям Николаю, Александру, Андрею и Петру приговор: 10 лет лагерей, поражение в политических правах на 5 лет и конфискация всего лично им принадлежащего имущества. Николай по этапу направлен в Ухту, Александр — в Пермь, Андрей — в Норильск, Пётр — в Нижний Тагил. Остальным, проходящим по «делу Старостиных» был определен срок заключения в 8 лет содержания в исправительно-трудовых лагерях с аналогичными дополнениями. Павел Тикстон осужден был раньше, получил наказание в 10 лет лагерей и поражение в политических правах на 3 года. Петр Попов был освобожден и отправился добровольцем на фронт.
Кроме того, Военная коллегия постановила возбудить ходатайство перед Президиумом Верховного Совета СССР «о лишении Старостина Николая ордена Ленина, Старостина Андрея — ордена „Знак Почета“, Старостина Александра — ордена Трудового Красного Знамени». Через месяц с небольшим секретарь Президиума Верховного Совета СССР Александр Горкин обратился в прокуратуру: «Прошу дать Ваше заключение о лишении орденов СССР Старостиных Николая Петровича, Андрея Петровича, Александра Петровича и Леута Станислава Викентьевича, осужденных 20 октября 1943 г. Военной коллегией Верховного суда СССР».
Еще одна мера наказания не была отражена в приговоре, но состоялась фактически. Во всех футбольных справочниках фамилии братьев Старостиных попросту замазывались, а в новых изданиях они не упоминались вовсе. Например, гол, забитый Андреем в финале Кубка СССР, переписали на Виктора Семёнова.
У семьи Николая Петровича из трех комнат оставили одну — восьмиметровую детскую. В две большие — столовую и спальню — поселили сначала управделами Совмина Петухова, потом депутата Градусова. Когда Николая арестовали, его жена Антонина стала брать работу на дом, красила платки и другие изделия по трафарету. Дочь Евгения, несмотря на арест отца, продолжала ходить в ту же 175-ю правительственную школу. Впрочем, со стороны одноклассников никаких перемен не наблюдалось, как и со стороны соседей по дому: репрессированные были в то время во многих семьях. Семью Петра также не тронули, а отбирать у них было нечего. А вот в квартиру Андрея после его ареста переехал знаменитый бегун Серафим Знаменский, позднее застрелившийся.
Жену Андрея, Ольгу, тоже посадили, еще когда шло следствие. Чтобы добиться свидания с мужем, она предложила охраннику часы. Но номер не прошел — последовали обвинение в подкупе охранника и отправка в лагеря на 5 лет. Новорожденную Наташу взяли под опеку тетки — Клавдия и Вера. Супруга Николая, Антонина, после вынесения приговора проявляла большую «активность, куда-то ходила и писала, пыталась доказать ошибку чекистов». Для нее самой это, к счастью, не имело никаких печальных последствий, но и исправить положение оказалось невозможно. Антонине оставалось бороться только за конфискованное имущество, причем весьма удачно. 10 марта 1944 суд решил исключить из описи имущества у осужденного Николая Петровича как лично принадлежащее Антонине Андреевне следующие вещи: гардероб, трельяж, ковер и кроме того определить из общего нажитого имущества на долю Старостиной 2 отреза шерстяных и 16 отрезов на платья, сервиз, тумбочку, кресло, буфет, люстру и пианино.
После суда всех «членов группировки» в одной машине увезли в Бутырскую тюрьму, где братья, не видевшись около 2-х лет, провели ночь в одной камере, много говорили. Но каждому запомнился ответ Андрея на стандартный вопрос тюремного врача: «Есть ли жалобы?» Чувство юмора ему не изменило: «У меня есть… На приговор… Много дали!» Едва за ним дверь камеры захлопнулась, все дружно рассмеялись. Будущее казалось не таким уж мрачным: 10 лет лагерей по тем временам — это был почти оправдательный приговор. Наутро всех рассадили по разным камерам, и только через 12 лет Николай снова увидит Андрея и Петра, а с Александром лишь случайность однажды сведет его с ним ненадолго в пересыльном пункте.
По пути на Север Николай Старостин попал в начале гигантский пересыльный пункт — город Котлас. А попав через 3 месяца в конечный пункт назначения, Николай Старостин сразу был определен тренером «местного Динамо»: популярность «Спартака» была велика и пока Николай Петрович еще был в Котласе, в Ухте генерал-лейтенант Бурдаков, начальник Ухтлага, уже определил его участь.
Пробыл Старостин в Ухте всего год. В конце 1944-го на заключенного Николая Старостина поступило спецпредписание — отправить на Дальний Восток. Бурдаков попытался оставить Старостина у себя в Ухте, отправив его в один из лагпунктов в глухой тайге на лесоповал, а в Москву сообщил, что он нездоров и следовать в Хабаровск не может. Но валил лес Старостин недолго: главным врач лагпункта некто Соколов, страстный футбольный болельщик, как-то вызвал Старостина и предложил работать, как бывшего в прошлом физкультурником, массажистом в санотделе. Но в итоге, несмотря на все старания, Бурдаков так и не смог удержать тренера в своем подчинении.
Первая пересылка Старостина по пути на Дальний Восток была в Котласе, следующая — в Вологде, потом: Киров — Молотов — Свердловск — Омск — Новосибирск — Красноярск — Иркутск — Чита — Хабаровск. В Кирове Николая ждал сюрприз: вызов в комнату свиданий и встреча с давней знакомой — конькобежкой Марией Исаковой. Она была местной уроженкой, пользовалась огромной популярностью среди динамовского руководства, а в Кирове в эти дни как раз проходили конькобежные сборы. Но несмотря на статус городской знаменитости, Мария, идя на контакт с заключенным, рисковала и карьерой, и свободой. Более того, она договорилась с начальником тюрьмы, чтобы Старостина не обыскивали, и передала ему 500 рублей и кисет с табаком. Совершить поход в тюрьму Исакову попросил ее тренер Иван Аниканов, позвонивший из Москвы. 500 рублей, по словам Исаковой, собрали ребята-конькобежцы, находившиеся на сборах. Надежно спрятать их Николаю Петровичу помог сокамерник, который распорол ручку дорожного чемодана и вшил туда деньги. В начале 1945 года в Молотове на пересылке Николай встретил своего брата Александра, где оба провели около месяца в медсанчасти благодаря тюремному врачу из-за его из уважения к знаменитым спортсменам. Здесь старший брат поделился половиной средств, полученных от Исаковой, с Александром. В Иркутском централе у Николая неожиданно разболелись верхние передние зубы, дошло до воспаления надкостницы — тюремный врач, не прибегая к наркозу (челюсть была очень распухшей), с помощью обыкновенных щипцов удалил два зуба.
Спустя полгода 8 мая 1945 года Николай Старостин прибыл к месту назначения в Хабаровск. Инициатором перевода Николая из Коми АССР стал генерал-полковник Серго Гоглидзе, который занимал пост уполномоченного МГБ СССР по Дальнему Востоку и патронировал «Динамо». Давняя дружба с Лаврентием Берией давала ему возможность направлять потоки заключенных в нужное русло. Именно Гоглидзе затребовал Николая Петровича в свои владения и, несмотря на противодействие Бурдакова, добился своего, пользуясь тем, что был личным другом Берии.
А уже на следующее утро его навестили земляки — сыновья водопроводчика, обслуживавшего дом на Спиридоновке, где он жил до ареста. Они и сами имели отношение к «Спартаку», а в то время проходили службу в армии и играли за хабаровское Динамо. Они пришли на пересыльный пункт, принесли Николаю еды и коротко ввели в курс дела: «Николай Петрович, мы знали, что вы прибудете. В хабаровском „Динамо“ у нас больше половины москвичей. Все просили вас в тренеры… Да и местные горой за вас…» Несмотря на свою влиятельность, Гоглидзе был слишком опытным аппаратчиком, чтобы открыто пригревать человека, к которому Берия относился с откровенной антипатией. А потому передал заключенного в Комсомольск-на-Амуре, направив его в Амурлаг, которым управлял генерал-майор Иван Петренко. Петренко был заражен футболом, но до разумной степени, головы не терял. Он посещал все игры и во всем опекал команду местного «Динамо», хотя формально над ней стоял городской совет «Динамо». Кураторство над вновь прибывшим взял Анатолий Иванов — капитан «Динамо», начальник лагерных гаражей Амурлага и личный водитель Петренко. Сам Старостин был назначен главным тренером команды.
Иванов до ареста работал в Москве, в НКВД. В Амурлаге быстро выдвинулся за счет трудолюбия и природной смекалке. Всегда знал, что делается у начальства, был вхож к генералу, и, что важнее, ему оказывала покровительство его жена, Анна Семеновна. Он приглашал Николая Петровича к семейному столу и поселил в комнатке при гараже вне лагерной территории: на территории гаража Иванов предоставил в распоряжение футболистов отдельный деревянный дом из 3-х комнат, где и поселился Старостин вместе с бывшими военнопленными Владимиром Месхи и Ильей Хачидзе, а также с осужденным за спекуляцию Василием Куровым. Из-за его фанатичной влюбленности в футбол, Николаю Петровичеву приходилось впоследствии ставить Иванова в основной состав команды, хотя в свои 36 лет бегал он уже не так хорошо, а в борьбе с противником надежно действовал только правой ногой (по словам Старостина: «горе-защитник»).
Динамовцы из Комсомольска-на-Амуре под руководством нового тренера успешно соперничали с одноклубниками из Благовещенска и Хабаровска, армейцами из краевого центра, армейцами Воздвиженки и Читы, командой Тихоокеанского военного флота из Владивостока. В некоторых армейских командах находились футболисты, в довоенное время игравшие в группе «А» всесоюзного чемпионата. А в распоряжение Старостина поступали в основном заключенные — бывшие военнопленные, которые после немецких лагерей попали в сталинские. С подачи Старостина в команде появился и «обслуживающий персонал» в лице бывшего ленинградского футболиста и хоккеиста Павла Петрова. Числился он в пожарной команде, а в реальности готовил еду для игроков. Кроме того, благодаря высокому покровительству, вся динамовская команда имела возможность проводить предсезонные сборы на станции Океанская под Владивостоком, в санатории МВД.
В то время в Комсомольске-на-Амуре ни в чем не нуждались. Все продовольствие было американское, так как грузы по «ленд-лизу» из Америки шли морем в порт Ванино, оттуда по вновь выстроенной заключенными железной дороге отправлялись до станции Пивань на правом берегу Амура, затем на американском пароме составы поездов перевозились на левый берег, где расположен Комсомольск-на-Амуре. В связи с чем, у работников Амурлага имелась возможность ходить в американской одежде и хорошо питаться. Всем этим Николай Петрович был очень удивлен после шестимесячного этапа на черном хлебе и «баланде».
Уровень конкуренции в футболе на Дальнем Востоке был выше, чем в Коми, и условия для занятий футболом также выгодно отличались. Начальник местной железной дороги Василий Прядко выделил команде для поездок на матчи в другие города специально оборудованный спальный вагон, включавший несколько 2-хместных купе для руководителей команды, большой салон, кухню с холодильником, спальные места для футболистов, туалеты. При вагоне состоял повар-проводник, тоже из заключенных. По приезде «на выезд» в этом же вагоне, отведенном на запасные пути, футболисты и жили.
По мере того как росли успехи команды, росли и льготы Старостина. Через какое-то время ему было разрешено жить «за зоной», имея т. н. круглосуточный пропуск. Его правовое положение стало больше напоминать участь ссыльного, чем политзаключенного. Как политзаключенный Старостин не имел права на свободу перемещения, а чтобы легализовать такую возможность начальство поступило следующим образом: он был вписан в командировочное удостоверение лагерного особиста — работника оперчекотдела Амурлага, который все 5 лет пребывания Старостина в Комсомольске сопровождал его в поездках с командой по Дальнему Востоку. Но главное, теперь Старостина могли навестить его родные. И уже в 1945-м в Комсомольск-на-Амуре прибыли его жена Антонина и младшая дочь Елена («Ляля»). В Комсомольске-на-Амуре Елена познакомилась с находившимся на поселении футболистом Константином Шириняном, который играл в команде у Старостина, и впоследствии стал ее мужем. Разрешение на посещение дал сам генерал-полковник Гоглидзе. Он же выразил пожелание, чтобы Старостин давал консультации старшему тренеру хабаровского «Динамо», но при этом предупредил, чтобы семья не афишировала свои поездки на Дальний Восток.
Но вниманием близких «приветы из Москвы» не исчерпывались. В 1948-м, как вспоминал Николай Петрович, за ним приехала ночью машина, чтобы срочно доставить в кабинет первого секретаря горкома партии Комсомольска-на-Амуре и приехавший на ней запыхавшийся капитан с порога выпалил: «Одевайтесь. Вас срочно требует к телефону Сталин!». Через полчаса Николай Петрович был в кабинете первого секретаря. Рядом с ним стояли не понимающие, что происходит, генерал-майор Петренко и хозяин кабинета. По телефону правительственной связи с заключенным желал поговорить Василий Сталин.
Сын вождя, боевой летчик, он был не чужд спорту. А в должности командующего ВВС Московского военного округа патронировал футбольную и хоккейные команды, куда — когда уговорами, когда в приказном порядке — пытался привлечь, используя особое влияние и положение, лучших игроков из других клубов (в народе аббревиатуру ВВС расшифровывали как «Взяли всех спортсменов»). Из комсомольского «Динамо», к слову, туда забрали Константина Шириняна, будущего зятя Старостина. Однако футболисты ВВС никак не могли создать конкуренцию лидерам из ЦДКА и «Динамо» (в 1947 году команда заняла последнее место и только благодаря Василию Сталину была в нарушение регламента оставлена в высшей лиге, в 1948 году команда плелась в нижней части таблицы, заняв в итоге 9-е место среди 14 команд, в 1949 году схожая ситуация — 8-е место среди 18 команд) — требовался «сильный» тренер.
Удивительно, что такая идея на Дальний Восток вообще возникла. Ведь в довоенные годы на профессиональном уровне Николай Петрович больше был спортивным организатором, нежели разработчиком тактических идей или методистом тренировочного процесса. Хотя, до войны, в конце 30-х годов, в конноспортивной школе «Спартака» верховой ездой занимались его дочь Евгения вместе с сыновьями Микояна и дочерью спартаковского футболиста Станислава Леута — Римма, будущая неоднократная чемпионка Союза. С ними вместе тренировался худощавый, неприметный паренек по фамилии Волков, настоящее имя которого было Василий Сталин. Но возможно, что тут сыграло роль то, что осенью 1948-го амурские динамовцы, выиграв свою зону, получили право сыграть в республиканских финальных соревнованиях, которые проходили в Ростове-на-Дону. Заключенного Старостина туда, конечно, не пустили, он оставался в Комсомольске-на-Амуре. Одновременно на какой-то ведомственный турнир уехали в Одессу и хабаровские армейцы. И тут в краевой центр для проведения двух товарищеских матчей пожаловала команда ВВС. Местные спортивные деятели были в панике, потому как не знали, кого можно выставить против летчиков. Обратились за помощью к Николаю Петровичу, и он «слепил» из тех, кто остался, вполне боеспособную команду, которая начисто переиграла москвичей. Повторная встреча не состоялась из-за обильного снегопада. И Василию Сталину вполне могли доложить, кто руководил командой-победительницей.
По воспоминаниям Николая Петровича далее состоялся следующий телефонный разговор:

— Старостин слушает.
— Николай Петрович, здравствуйте! Это тот Василий Сталин, который был Волковым. Как видите, кавалериста из меня не получилось. Пришлось переквалифицироваться в летчики. Николай Петрович, ну что они вас там до сих пор держат? Посадили-то попусту, это же ясно. Но вы не отчаивайтесь, мы здесь ведем за вас борьбу.
— Да я не отчаиваюсь, — ответил я бодрым голосом и почувствовал, как меня прошиб холодный пот. За один такой разговор я вполне мог получить еще 10 лет.
— Ну вот и хорошо. Помните, что вы нам нужны. Я еще позвоню. До свидания.

От телефонисток по Амурлагу мгновенно разлетелась весть, что Старостин разговаривал со Сталиным. Фамилия завораживала. В бесконечных пересудах и слухах терялась немаловажная деталь: звонил не отец, а сын. Местное начальство, конечно, знало истину, но для них и звонок отпрыска значил очень много.
Разговор с Василием вернул Николая Петровича к футбольным интересам Большой земли. Он стал регулярно слушать радиорепортажи Вадима Синявского — из-за разницы во времени это приходилось делать в 4 часа ночи. Однако пока что сын вождя смог лишь приободрить собеседника, но не изменить коренным образом его судьбу.

### Освобождение, очередной арест и ссылка
В 1950 году Николай Старостин, отбыв 8 из 10 лет, досрочно был освобожден. Директор одного из местных заводов Рябов когда-то работал инженером в Москве, жил на Красной Пресне, болел за «Спартак». В 1948 году он придумал хитрую комбинацию, пробив зачисление политического заключенного на предприятие и его допуск к работе на станке. За выполнение дневного плана со срока списывалось 2-е суток. А фактически на этом станке точил болванки осужденный из Иркутска Дмитрий Михалев, пока его напарник уходил на тренировки. В свою очередь, Николай Петрович, пользуясь свободой передвижения, оказывал благодетелю разные услуги, принося из города то, что нельзя было купить в лагерном магазине. Так прошли 2 года, которые были зачтены Старостину за четыре. Местный народный суд утвердил досрочное освобождение, однако поражение в правах оставалось в силе. Выпущен был Старостин с формулировкой «-16» (запрещено жить в 16 центральных городах СССР). Восстановить московскую прописку возможности не было, а перевозить семью в Хабаровск, где предлагали тренировать «Динамо», не хотелось. Но Старостину не пришлось делать самостоятельный выбор: последовал новый звонок от Василия Сталина, который пообещал уладить вопрос с переездом в столицу. И вскоре после телефонного разговора за старшим из братьев Старостиных прибыл военный самолет с Капелькиным на борту.
Но решить проблему с пропиской Николая Старостина сын Сталина не смог — слишком сильно было влияние Берии и решить проблему можно было только с помощью отца. А Старостину, который несколько месяцев находился в неопределенном положении, ждать было уже невмоготу. И он принял решение — ехать в Краснодар, приведя Сталину-младшему логичные доводы. Тот согласился: видимо, к тому моменту он понял, что борьбу с Берией за Старостина он не выдержит.
Через 2-3 дня после приезда в Краснодар Старостина вызвали в городской отдел НКВД: «Москва не разрешила оставить вас в Краснодаре. Вам придется ехать в Майкоп». После приезда в Майкоп Старостин отправился к Ивану Угреватову, игравшему ранее в комсомольском «Динамо». Он, обрадовавшись, хватает паспорт и бежит в милицию. Приходит он оттуда довольный с вестью, что Николаю Петровичу разрешили работать с футбольной командой при мебельном комбинате и оформят прописку. Но через 4 дня все повторилось — Старостина вызывали в милицию, возвратили паспорт и сообщили, что прописать в Майкопе его не смогут: «Мы вам не имеем права ничего объяснять, но нам не рекомендовано». В тот момент Старостин вспомнил, что на Дальнем Востоке, в Хабаровске работал заместителем уполномоченного МГБ СССР по Дальнему Востоку Гоглидзе Олег Михайлович Грибанов, болельщик футбола и патрон местного «Динамо», которого в этом году перевели в Ульяновск на должность начальника УМГБ по Ульяновской области. Наудачу Старостин попросил соединить его по телефону с ним, и тот сказал: «Приезжайте ко мне в Ульяновск. Я жду». Так, в сентябре 1950 года Грибанов помог Николаю Петровичу в переезде в Ульяновск.
Формально Старостину поставили штамп о прописке вне городской черты Ульяновска, а в действительности он начал тренировать ульяновское «Динамо». По традиции тех времен футболисты зимой играли в хоккей с мячом. В феврале 1951 года, всего через несколько месяцев после приезда Старостина, ульяновское хоккейное «Динамо» заявилось на Кубок РСФСР и добралось до 1/8 финала. Нужно было ехать в Свердловск на матч против команды Дом офицеров. Местное отделение МГБ дало разрешение Старостину на командировку. Но «Динамо» вылетело из турнира, а на вокзале Свердловска Николая Петровича арестовали и в спецвагоне отправили обратно в Поволжье. В следственном изоляторе Ульяновска он пробыл до весны, передавая оттуда записки с планом тренировок и составами на матчи футбольной команды..
Однако Берия снова напомнил о себе: в ноябре Ульяновск пришло решение Особого Совещания от 12 мая 1951 года коллегии МГБ об отправке Старостина за злостное нарушение паспортного режима на пожизненную ссылку в Казахстан. Грибанов, выполняя приказ МГБ, был вынужден 4 ноября 1951 арестовать Старостина и с извинениями объявить ему приговор Особого совещания о пожизненной ссылке в Акмолинск. По мнению самого Николая Петровича, это наступила расплата за его московскую эпопею с сыном Сталина и его появление вместе в центральной ложе стадиона «Динамо» на глазах у генералов МВД во время игры команды ВВС с московским «Динамо» (данная игра состоялась 20.07.1950), которую курировал Василий Сталин.

### После освобождения
После смерти Сталина и последующего свержения и уничтожения Берии Хрущёвым все притеснения братьев Старостиных со стороны властей были объявлены незаконными, и братья были освобождены. Андрей Старостин был приглашён на должность начальника сборной СССР по футболу, Александр стал председателем Федерации футбола РСФСР, а Николай в 1955 году был приглашён на должность главы спортивного общества «Спартак» — эту должность он занимал вплоть до 1992 года.
1 февраля 1992 года Николай Старостин вместе с Олегом Романцевым, а также с армейцами Павлом Садыриным и Виктором Мурашко, динамовцами Валерием Газзаевым и Николаем Толстых, торпедовцами Евгением Скомороховым и Юрием Золотовым выступили с меморандумом, в котором заявляли об отказе от участия в чемпионате СНГ по футболу — новообразовании, которым предполагалось заменить чемпионат СССР.. В результате этого документа, после некоторых переговоров со спортсменами 3 февраля, в обход других организаций (Федерация футбола РСФСР, Всероссийская ассоциация футбола) 8 февраля 1992 г. был создан Российский футбольный союз, внутри которого в тот же день была образована Профессиональная футбольная лига.

Мемориальная доска в Москве, на доме по адресу Тверская ул., 19А. Надпись: «В этом доме с 1961 по 1996 жил основатель спортивного общества „Спартак“ Николай Петрович Старостин».

В 1993 году публично поддержал президента России Бориса Ельцина, призвав голосовать за доверие ему во время референдума 1993 года.

## Смерть и увековечивание памяти

Могила Старостина на Ваганьковском кладбище.

Николай Петрович Старостин скончался 17 февраля 1996 года на 94-м году жизни. Похоронен в Москве на Ваганьковском кладбище. Могила расположена на Центральной аллее некрополя. Ранее на том же кладбище были похоронены его братья.
В центре Москвы, на Тверской улице, в честь Старостина была открыта мемориальная доска. Памятная доска располагается на фасаде дома 19, где на протяжении 30 лет он проживал. На мемориальной доске, выполненной из бронзы, изображён профиль Старостина, а вокруг его головы лавровый венок, который венчает эмблема «Спартака». На церемонии открытия памятной доски, автором которой стал архитектор Анатолий Вечуков, присутствовал мэр Москвы Юрий Лужков, председатель Госкомспорта Павел Рожков и известные в прошлом футболисты Никита Симонян и Владимир Маслаченко. «Это событие становится особенно важным: Старостин был великим спортсменом и общественным деятелем, который активно участвовал в развитии футбола в СССР и в России», — сказал на церемонии открытия доски мэр Москвы.
На аллее Славы в «Лужниках» установлен памятник (работа скульптора А. Рукавишникова).
В 2010 году Олег Романцев заявил в интервью, что планирует написать книгу о Николае Старостине.
В честь Николая Старостина названа улица в Новокосино.
В районе Богородское стадион «Спартаковец», где проводят свои матчи молодёжный состав и команды детско-юношеской спортивной школы «Спартак» Москва, с 2014 года носит имя Н. П. Старостина (до 2014 года имел название «имени Игоря Нетто»).

## Семья
У Николая Петровича было три младших брата, однако он пережил их всех. Все братья играли в футбол в московском «Спартаке».
- Александр Старостин (1903—1981)
- Андрей Старостин (1906—1987)
- Пётр Старостин (1909—1993)

а также две сестры:
- Клавдия Старостина (1905—1979), спортсменка, мастер спорта (1942), играла в волейбол и в хоккей с мячом за сборную Москвы.
- Вера Старостина (1914—2002)

Супруга — Антонина Петровна Старостина, дочери — Елена (в семье ее называли «Ляля») Старостина и Евгения Старостина. Зять — Константин Ширинян — футболист, хоккеист и скульптор (автор памятника своему тестю на Ваганьковском кладбище), муж Елены. Внучка Екатерина Ширинян — супруга Сергея Королёва, внука Сергея Королёва. Правнучка Наталья Королёва.
1-й муж сестры Клавдии — футболист Павел Тикстон, 2-й (с 1924 г.) — Виктор Николаевич Прокофьев (1898—1938), футболист «ЗКС», «Дуката» и «Промкооперации», а середины 1930-х годов — один из руководителей команды «Буревестник»; репрессирован. Реабилитирован в 1956 году. У К.Старостиной и В.Прокофьева в 1925 году родилась дочь Ирина, Николай Петрович Старостин стал ее крестным отцом. 3-й муж — Виктор Иванович Дубинин.
1-й супруг Веры — Попов, Пётр Герасимович, 2-й — саксофонист Геворкян, Товмас Геворкович.

## Награды и достижения

### Спортивные достижения

#### Командные
Сборная РСФСР
- Чемпион СССР: 1931

Спартак
- Чемпион Москвы (4): 1923 (весна), 1924 (весна), 1927 (осень), 1934 (весна)
- Обладатель Кубка Чемпионов двух Столиц (Кубка Тосмена) (2): 1924, 1929
- Бронзовый призёр Чемпионата СССР: 1936 (весна)
- Серебряный призёр Чемпионата Москвы: 1924 (осень), 1929 (осень), 1935 (весна)
- Бронзовый призёр Чемпионата Москвы: 1926[42], 1927 (весна), 1928
- Финалист Кубка Чемпионов двух Столиц (Кубка Тосмена): 1923
- Победитель III летней рабочей Олимпиады 1937[43]

Сборная Москвы
- Чемпион СССР (3): 1923, 1928[44], 1932
- Чемпион РСФСР (3): 1922, 1927, 1931
- Серебряный призёр Чемпионата РСФСР: 1924, 1932
- Лучший бомбардир сборной Москвы в официальных матчах[45] — 47 голов в 55 матчах в период 1922—1935[46]; лучший московский бомбардир в матчах со сборной Ленинграда — 15 голов в 20 матчах

Сборная Москвы (хоккей с мячом)
- Чемпион СССР (2): 1932, 1934
- Победитель Всемирной рабочей зимней Олимпиады: 1928[6]

#### Личные
- В списке «44-х» и «33-х» лучших (журнал «ФиС») — № 2 (1928 и 1930), в списке 33 лучших футболистов СССР — № 1 (1933)

### Государственные награды
- Три ордена Ленина (22.07.1937, 1987, 1990). Первый футболист, награждённый орденом Ленина.
- Орден Дружбы народов (12 февраля 1982 года) — за заслуги в развитии физической культуры и спорта[47]
- Герой Социалистического Труда — Указом № 85 Президента СССР Михаила Сергеевич Горбачёва «О присвоении звания Героя Социалистического Труда тов. Старостину Н. П.» от 22 апреля 1990 года «за выдающиеся заслуги в развитии и пропаганде советского спорта, плодотворную общественную деятельность»[48].
- Орден «За заслуги перед Отечеством» III степени (19 апреля 1995) — за заслуги в развитии физической культуры и спорта и большой личный вклад в возрождение и становление спортивного общества «Спартак»[49]

## Книги и публикации
- Автобиография Николай Старостин. «Футбол сквозь годы». — 1-е. — «Советская Россия», 1989. — 208 с. — 100 000 экз. экз. — ISBN 5-268-00122-1.
- «Звезды большого Футбола». — М., 1969.

## Галерея
|  |  |  |

## В кинематографе
- «Исторические хроники»: 1948 год — Николай Старостин.
- «Федя. Народный футболист» (2024) — роль исполнил Борис Щербаков.

## Интересный факт
Среди игроков имел неформальное прозвище «Чапай», опосредованно связанное с героем гражданской войны: как-то придя на тренировку футбольной команды «Спартак» после просмотра фильма «Орлята Чапая», в обращении к футболистам использовал фразу «Орлята Чапая», из-за чего как их тренер и получил прозвище.